# Platysaurus capensis
Platysaurus capensis (капська пласка ящірка) — вид ящірок родини поясохвостів (Cordylidae). Ендемік Південно-Африканської Республіки.

## Поширення і екологія
Капські пласкі ящірки мешкають в горах Камісберґе в регіоні Намакваленд у Північнокапській провінції ПАР, від заповідника Гоегап поблизу Спрингбока на південь до Геріса. Вони живуть в тріщинах серед гранітних, гнейсових і сланцевих скель, серед чагарників Сукулент-Кару. Зустрічаються на висоті від 40 до 1000 м над рівнем моря. Живляться комахами, на яких чатують в тінистій місцевості, а також ягодами і квітками.